# يوليا مالك
يوليا مالك (بالألمانية: Julia Malik)‏ (و. 1976  م) هي ممثلة ألمانية، ولدت في برلين.

## وصلات خارجية
- يوليا مالك على موقع IMDb (الإنجليزية)
- يوليا مالك على موقع ألو سيني (الفرنسية)
- يوليا مالك على موقع قاعدة بيانات الفيلم (الإنجليزية)
- يوليا مالك على موقع كينوبويسك (الروسية)

- يوليا مالك في قاعدة بيانات الأفلام على الإنترنت